# Harold Melvin and the Blue Notes
Harold Melvin & the Blue Notes est un groupe américain de musique soul, R&B, doo-wop et disco actif de 1954 à 1996.
Fondé à Philadelphie au début des années 1950 sous le nom de The Charlemagnes, le groupe est surtout connu pour plusieurs tubes enregistrés sous le label de Gamble & Huff Philadelphia International Records entre 1972 et 1976. Jonglant entre les labels, plusieurs albums et singles à succès sont enregistrés par la suite, mais le groupe perd son leader Harold Melvin d'une crise cardiaque en 1997. The Blue Notes est recomposé en 2013 à l'occasion de la Soul Train Cruise, croisière réunissant les anciennes gloires de la musique soul.
Bien que la tête d’affiche et fondateur du groupe ait été Harold Melvin, le membre le plus connu du Harold Melvin & The Blue Notes demeure Teddy Pendergrass, chanteur principal du groupe pendant les années à Philadelphia International Records.

## Biographie

### Débuts
Le groupe, connu initialement sous le nom de The Charlemagnes, change de nom et devient The Blue Notes en 1954. Il est composé à l’époque de Franklin Peaker, Bernard Williams, Roosevelt Brodie, Jesse Gillis, Jr., et Harold Melvin.
Le groupe enregistre des titres auprès de différents labels sans pour autant rencontrer le succès dans les années 1960. En 1960, la chanson My Hero, enregistrée sous le label Val-ue Records, trouve son public, et c’est en 1965 que sort leur premier hit avec Get Out (and Let Me Cry), chez Landa Records. Au cours de cette période, la composition du groupe varie fréquemment, notamment lors du départ de Bernard Wilson, qui fonde son propre groupe appelé The Original Blue Notes. C’est aussi à ce moment que John Atkins rejoint l'équipe.
En 1970, Teddy Pendergrass, ancien membre du groupe The Cadillacs (différent du célèbre groupe newyorkais des années 1950), rejoint Harold Melvin & The Blue Notes en tant que batteur. Au départ de John Atkins la même année, il devient chanteur principal.

### Philadelphia International Records
Alors composé de Melvin, Pendergrass, Bernard Wilson, Lawrence Brown, et Lloyd Parks, le groupe signe en 1972 chez Gamble and Huff, label de Philadelphia International Records. Pendant quatre années, le succès est au rendez-vous, avec l’enregistrement de plusieurs hits RnB et pop.
Parmi leurs plus grands succès, plusieurs chansons d’amour telles que If You Don't Know Me by Now et I Miss You en 1972, The Love I Lost (en) en 1973, et les chansons engagées Wake Up Everybody (en) et Bad Luck (en) sorties en 1975. Le titre If You Don't Know Me by Now s’écoule à plus d’un million d’exemplaires, et reçoit un disque d’or de la Recording Industry Association of America en novembre 1972. Avec une période de 11 semaines, la chanson Bad Luck (en) détient le record du hit resté le plus longtemps à la première place du Hot Dance Club Songs charts. En 1975, la chanson Hope That We Can Be Together Soon (en), enregistrée avec la chanteuse Sharon Paige, est le quatrième titre du groupe à prendre la première place des ventes de titres RnB[réf. nécessaire].
En 1976, la reprise de Thelma Houston de Motown de la chanson Don't Leave Me This Way devient numéro un des ventes pop aux États-Unis. Sa reprise est aujourd’hui considérée comme l’une des chansons fondatrices de l’ère disco. Le groupe enregistre sur la période 1972-1976 quatre albums atteignant chacun les 500 000 exemplaires vendus.
Malgré le succès et la multiplication des tubes, les membres se succèdent au sein du groupe. En 1974, Melvin remplace Lloyd Parks par Jerry Cummings, et Sharon Paige rejoint les rangs en tant que chanteuse. En 1976, Theodore Pendergrass quitte le groupe sur le coup d’un désaccord financier, alors que le groupe est au plus haut, et qu’il avait réussi à imposer que le changement de nom du groupe en "Harold Melvin & the Blue Notes featuring Theodore Pendergrass".

### Années 1980
Au départ de Teddy Pendergrass, David Ebo rejoint le groupe. The Blue Notes quitte Philadelphia International Records (qui signe Teddy Pendergrass en solo), et rejoint ABC Records dès l’année 1977. Harold Melvin, Jerry Cummings, et les nouveaux membres Dwight Johnson, David Ebo et William Spratley enregistrent en 1980 The Blue Album chez Source Records, entité de MCA Records. Leur dernier album chez MCA, All Things Happen in Time, sort au cours de l’année 1981.
Gil Saunders prend la tête du groupe en 1982, en remplacement de David Ebo. Jusqu’en 1992, le groupe signe plusieurs succès en Grande-Bretagne, avec l’album Talk It Up (Tell Everybody), et les singles Today's Your Lucky Day et Don't Give Me Up. À son départ, le groupe subsiste, mais Harold Melvin est atteint d’une crise cardiaque en 1996. Il meurt le 24 mars 1997 à 57 ans.

### Héritage
Harold Melvin & the Blue Notes est l’un des groupes soul originaires de Philadelphie qui a été le plus repris dans l’histoire de la musique. Parmi les artistes qui ont repris leurs tubes, Simply Red, David Ruffin, Jimmy Somerville, Sybil Lynch, et John Legend. Alors que Gil Saunders continue une carrière solo, plusieurs membres du groupe tels que Donnell "Big Daddy" Gillespie, Anthony Brooks, Rufus Thorne et John Morris continuent de se produire sous le nom de Harold Melvin's Blue Notes.

### Réunification
En 2013, Centric a rappelé The Blue Notes pour faire partie des groupes présents sur la Soul Train Cruise.

## Discographie

### Albums
- 1972 : I Miss You
- 1973 : Black & Blue
- 1975 : To Be True
- 1975 : Wake Up Everybody
- 1977 : Reaching for the World
- 1977 : Now is the Time
- 1980 : The Blue Album
- 1981 : All Things Happen in Time
- 1984 : Talk it Up (Tell Everybody)